# Augustijn (bier)
Augustijn is een Belgisch abdijbier van hoge gisting.
Het bier wordt sinds 1978 gebrouwen in Brouwerij Van Steenberge te Ertvelde om een antwoord te bieden op de dalende verkoop. Dit kloosterbier werd oorspronkelijk gebrouwen door de Augustijnenpaters van het Sint-Stefanusklooster te Gent. Het etiket vermeldt sinds 1295, maar het klooster werd pas opgericht in november 1296. In 1978 werd het recept en de verdeling van het bier overgenomen door de Ertveldse brouwerij en werd de smaak ook bijgesteld met behulp van een Estse brouwer.

Biergigant SABMiller bracht dit bier in 2011 op de Amerikaanse markt uit onder de naam St-Stefanus. Door deze samenwerking steeg de verkoop van Augustijn van 300 hectoliter in 2011 naar 7000 hectoliter in 2012.

## Varianten
- Blond, amberkleurig bier met een alcoholpercentage van 7,0%
- Donker, donkerblond bier met een alcoholpercentage van 8,0%
- Grand Cru, stroblond bier met een alcoholpercentage van 9,0%

## Etiketbieren
Augustijn is het moederbier van onder andere Zwijntje, Klingse Kalsei, Cuvée de Briqville, Verrebroekse Flip Blond, Nounou, Nen Turf en Halfrond.

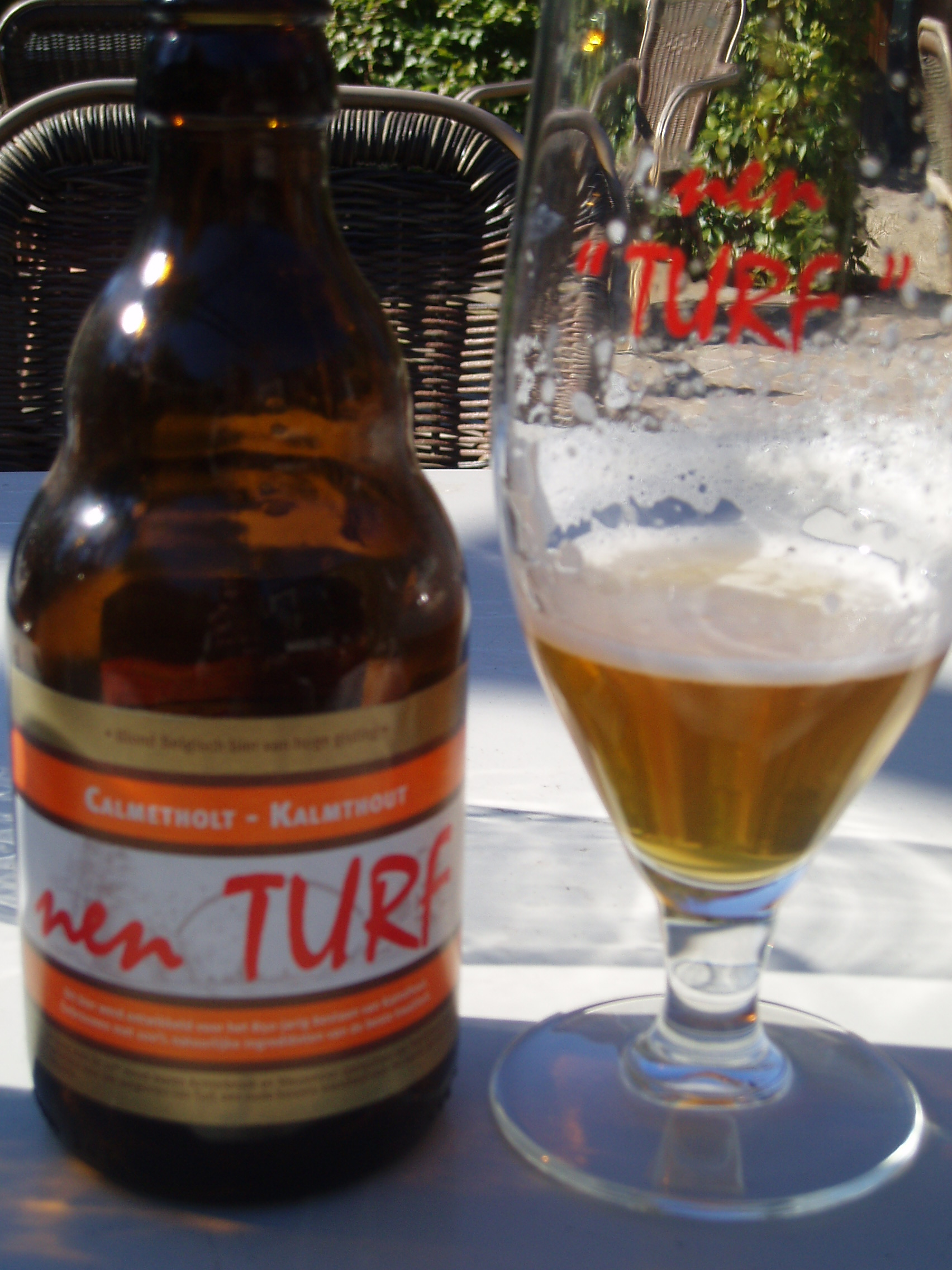
Nen Turf, een etiketbier van Augustijn